# Sous-direction anti-terroriste
La sous-direction anti-terroriste (SDAT) est un service de police judiciaire français à compétence nationale, dépendant de la direction centrale de la Police judiciaire, voué à la lutte contre le terrorisme.

## Présentation
Ayant porté les appellations successives de 6e Division centrale de police judiciaire (6e DCPJ) puis de Division nationale anti-terroriste (DNAT), ce service, aujourd'hui passé au rang de sous-direction de la direction centrale de la Police judiciaire, a longtemps été dirigé par Roger Marion et était installé rue des Saussaies au sein du Ministère de l'Intérieur. Depuis le départ de Roger Marion, le service a été successivement dirigé par Jean-Michel Mimran, Frédéric Veaux, Christian Sainte, et Éric Voulleminot (depuis mars 2010). Le service a fait l'objet, dans le passé, d'un certain nombre de critiques sur ses méthodes d'enquête et d'interrogatoirelesquelles ?, en particulier de la part de la LDH et de la FIDH, par exemple sur les dossiers liés au nationalisme corse. Néanmoins, la SDAT a démantelé de nombreux groupuscules supposés terroristes qu'elle a remis entre les mains de la justice.
La SDAT, bien qu'administrativement distincte de la Direction générale de la Sécurité intérieure (DGSI), est désormais établie dans les mêmes locaux que ce service de renseignement, à savoir dans un bâtiment ultra-sécurisé, inauguré en mai 2007, au 84, rue de Villiers, à Levallois-Perret (Hauts-de-Seine).
Son organisation repose sur une division nationale pour la répression du terrorisme international et séparatiste (DNRTIS), une division nationale de recherche et de surveillance (DNRS), une division stratégie et appui opérationnel, une division administrative ainsi qu'une brigade d'investigations financières (BIF) rattachée à l'Office central de répression de la grande délinquance financière (OCRGDF).
La SDAT repose en outre en province sur 20 groupes anti-terroristes (GAT) établis au sein des principaux services de la PJ (DRPJ, DIPJ, SRPJ, voire au sein de certaines antennes PJ, notamment dans le Sud de la France (ex : Toulon, Nice)).
À l'instar des autres services impliqués dans la lutte anti-terroriste, l'anonymat des policiers de la SDAT est protégé par la loi.
Son effectif, est voisin de 180 fonctionnaires à l'été 2016 (hors GAT), et 226 personnels en 2018. Le nombre de fonctionnaires a ensuite décru, 168 agents étaient actifs fin 2022.
S'agissant d'un service d'enquête judiciaire et non de renseignement, la SDAT travaille en règle générale sur instruction du Parquet national antiterroriste, dont la compétence est nationale en la matière.
Il convient de ne confondre ni la SDAT, ni la section anti-terroriste du parquet du tribunal judiciaire de Paris avec la section anti-terroriste (SAT) de la Brigade criminelle de la direction régionale de la police judiciaire de Paris, service territorialisé à Paris et sa petite couronne comme l'ensemble des autres services directement rattachés à la préfecture de police de Paris.
Depuis le 30 novembre 2023, la SDAT est dirigée par Michel Faury, contrôleur général des services actif de la police nationale.

## Quelques affaires

### 2023
- À la suite de l'assassinat de Dominique Bernard à Arras, après saisine du parquet national antiterroriste (Pnat), la Sdat est déployée sur place pour une prise en charge des investigations[6].

### 2022
- Arrestations en Corse de plusieurs personnes dont des anciens membres du FLNC, ainsi que de Pierre Paoli militant de Corsica Libera (parti politique de Jean-Guy Talamoni)

### 2021
- Attentat du 23 avril 2021 à Rambouillet

### 2020
- Attentat de Conflans-Sainte-Honorine
- Attentat du 29 octobre 2020 à la basilique Notre-Dame de Nice
- Attaque du 4 avril 2020 à Romans-sur-Isère

### 2019
- Attentat de la rue Victor-Hugo de Lyon

### 2018
- Attaques du 23 mars 2018 à Carcassonne et Trèbes
- Attaque du 11 décembre 2018 à Strasbourg

### 2017
- Attaque par arme blanche à la gare Saint-Charles de Marseille

### 2016
- Double assassinat du 13 juin 2016 à Magnanville
- Attentat du 14 juillet 2016 à Nice
- Attentat de l'église de Saint-Étienne-du-Rouvray

### 2015
- Attentats de janvier 2015 en France (Charlie Hebdo)
- Attentat du train Thalys le 21 août 2015
- Attentats du 13 novembre 2015 en France

### 2012
- Affaire Merah

### 2009
- 13 janvier 2009 : soupçons de racket pour alimenter le PKK
- 13 janvier 2009 : deux membres d'ETA interpellés dans les Pyrénées-Atlantiques
- 23 février 2009 : enquête préliminaire après l'attentat au Caire dans lequel une jeune touriste française a été tuée et 25 personnes blessées
- 2 mars 2009 : un membre de l'ETA interpellé mercredi dans l'Aveyron
- 6 avril 2009 : plus de 300 kg d'explosifs découverts dans une cache de l'ETA
- 1er mai 2009, Savoie : une jeune fille se tue en manipulant des explosifs
- 27 mai 2009 : deux Français d’origine kurde arrêtés
- 8 juin 2009 : un homme blesse un gendarme en Lozère: la piste de l'ETA privilégiée
- 15 juin 2009 une cache d'armes et d'explosifs découverte par la police
- 29 juin 2009 : neuf arrestations et découverte d'une cache attribuée à ETA
- 3 juillet 2009 : un militant nationaliste corse poursuivi pour « association de malfaiteurs en relation avec une entreprise terroriste », « complicité de tentative de destruction de bien immobilier par l'effet d'une substance explosive » et des infractions à la législation sur les explosifs, mis en examen et placé sous mandat de dépôt
- 19 août 2009 : trois membres d'ETA interpellés en Savoie
- 20 septembre 2009 : le « corbeau » arrêté à Hérépian par les enquêteurs de la SDAT et qui avait adressé des lettres de menaces à des responsables politiques français, dont le président Nicolas Sarkozy, a avoué être l'auteur des courriers durant sa garde à vue

### 2008
- 2 avril 2008 : découverte de 30 kg d'explosif à Istres
- 21 avril 2008 : une dizaine de militants du FLNC-UC interpellés en Corse
- 28 mai 2008 : commando anti-radar FNAR
- 25 juillet 2008 : deux membres d'ETA interpellés à Dijon :
- 21 septembre 2008 : Batasuna sous surveillance
- 13 octobre 2008 : suite du démantèlement d'une cellule du FLNC-UC en Corse entrainant six mises en examen
- 11 novembre 2008 : arrestation d'une vingtaine de personnes à Rouen, Paris et Tarnac dans le cadre des sabotages à la SNCF, dix personnes mises en examen
- 17 novembre 2008 : arrestation en France de « Txeroki », un chef de l'ETA
- 8 décembre 2008 : arrestation de « Gurbitz », le nouveau chef de l'ETA militaire

### 2007
- En 2007, plusieurs interpellations dans le milieu basque d'ETA :

### 2006
- 8 décembre 2006 : les islamistes en garde à vue à Paris

## Controverses
À la suite de la parution du livre Place Beauvau - La face cachée de la police, l'Inspection générale de la Police nationale (IGPN) a enquêté sur des allégations de « mauvais traitements » au cours de la garde à vue de deux islamistes arrêtés en 1995 et condamnés à perpétuité pour les attentats commis à Paris ; des informations contradictoires circulent au sujet du contenu de ce rapport : l'IGPN y aurait vu, au plus, quelques violences physiques, tandis que les trois auteurs de l'ouvrage maintiennent leurs accusations de mauvais traitement des policiers sur les terroristes.